# Nizas (Hérault)

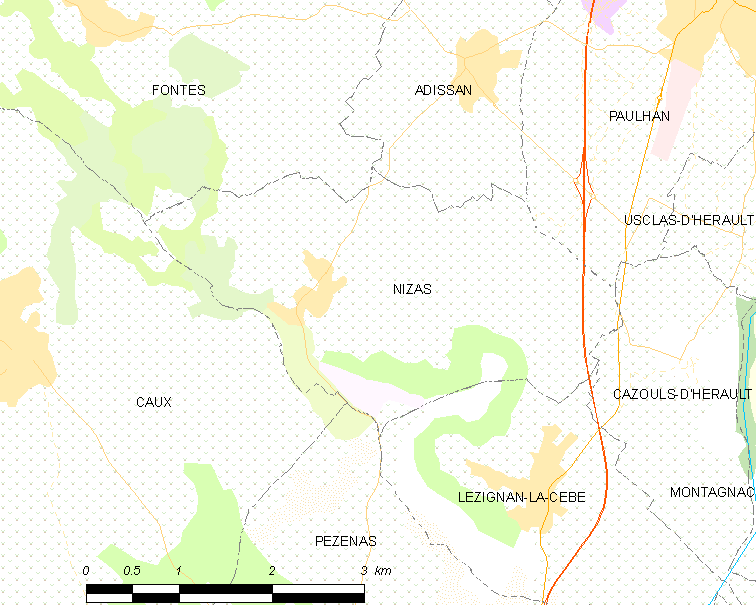
Mapa

 Nizas  es una población y comuna francesa, situada en la región de Occitania, departamento de Hérault, en el distrito de Béziers y cantón de Mèze.

## Demografía
| 506 | 504 | 391 | 398 | 459 | 525 | 655 |
| Para los censos de 1962 a 1999 la población legal corresponde a la población sin duplicidades (Fuente: INSEE [Consultar]) |     |     |     |     |     |     |